# Abdallah Boureima

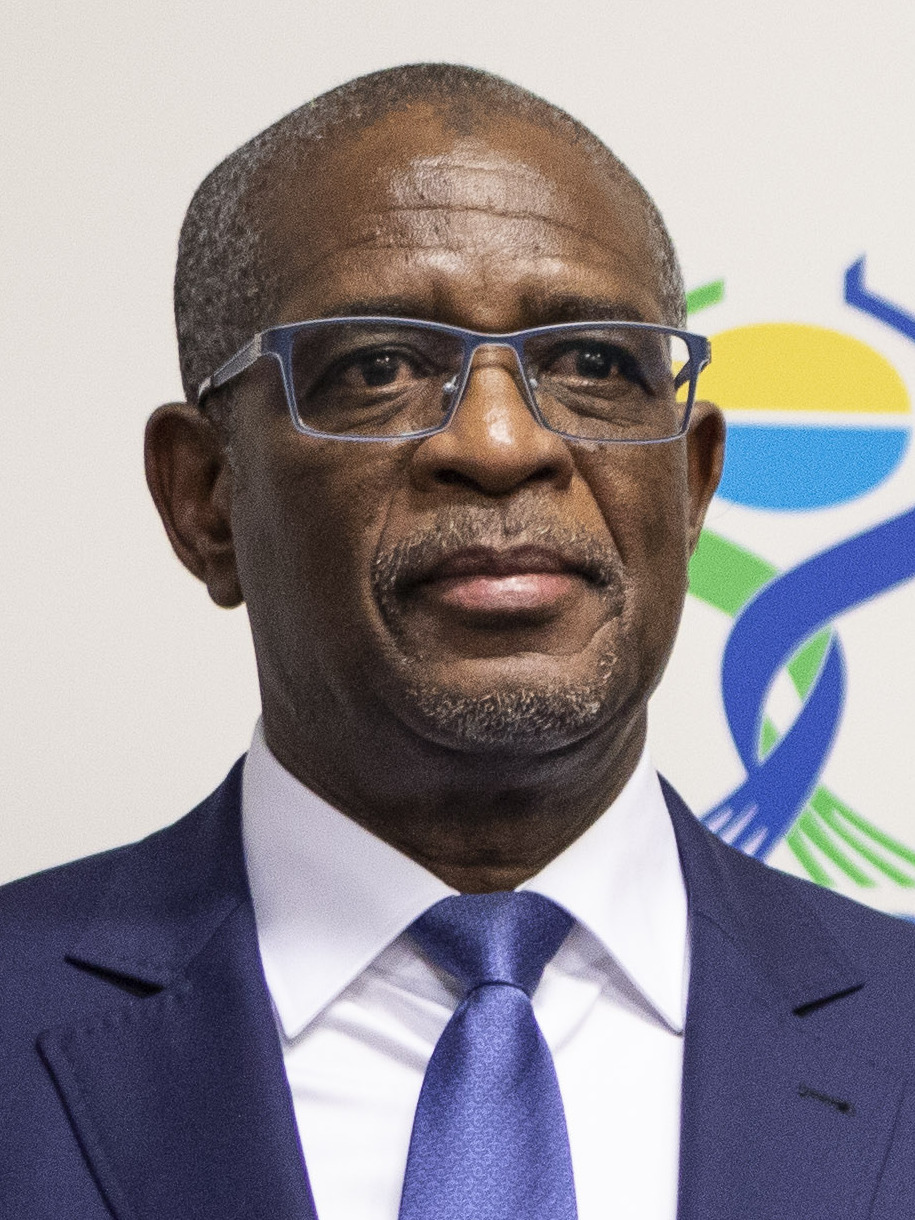
Abdallah Boureima, 2018

Abdallah Boureima (* 3. Januar 1954 in Méhana) ist ein nigrischer Manager und Politiker.

## Leben
Abdallah Boureima studierte an der Universität Toulouse I und an der Universität Rennes I in Frankreich. Er schloss seine Studien mit einer Maîtrise in Unternehmensführung und einem Diplôme d’études supérieures spécialisées in Bank- und Finanzwesen ab. An der Fakultät für Recht und Wirtschaftswissenschaft der Universität Niamey wirkte er selbst als Lehrbeauftragter.
Boureima arbeitete zunächst als Staatsbediensteter in Führungsfunktionen für verschiedene nigrische Ministerien. Anfang der 1990er Jahre wurde er Mitglied der Nigrischen Partei für Demokratie und Sozialismus (PNDS-Tarayya). Er gehörte von 1993 bis 1994 als Minister für Finanzen und Planung der Regierung Nigers unter Staatspräsident Mahamane Ousmane (CDS-Rahama) und Premierminister Mahamadou Issoufou (PNDS-Tarayya) an. Boureima war in Niger als Manager für verschiedene Bank-, Versicherungs- und Bergbauunternehmen tätig. Unter anderen war er Vizedirektor der Société Nigérienne de Banque (Sonibank) und Manager der Société des Mines du Liptako (SML).
Abdallah Boureima wirkte von 1999 bis 2004 als Mitglied der Bankenkommission der Westafrikanischen Wirtschafts- und Währungsunion (UEMOA). Von 2004 bis 2011 war er Generaldirektor der westafrikanischen Bankenholding Groupe de la Banque Régionale de Solidarité (BRS). Er wurde 2011 zum Mitglied der Kommission der UEMOA ernannt, bei der er für die Abteilung für Wirtschafts- und Steuerpolitik verantwortlich war. Er saß mehrmals dem Konvergenz-Komité vor, das für die geld- und wirtschaftspolitische Kohärenz der Westafrikanische Wirtschafts- und Währungsunion und der Zentralafrikanischen Wirtschafts- und Währungsgemeinschaft zuständig war. Seit 2017 ist Boureima als Nachfolger von Cheikh Hadjibou Soumaré Kommissionspräsident der UEMOA.